# 文县文昌楼
文县文昌楼，位于中国甘肃省文县，为一个省级文物保护单位，类型为古建筑。
文县文昌楼的历史年代为清代。